# 穆萨·达迪斯·卡马拉
穆萨·达迪斯·卡马拉上尉（法語：Moussa Dadis Camara，1964年1月1日- ），几内亚临时总统。原本只是几内亚的一位初级军官。2008年12月22日，长期担任几内亚总统的兰萨纳·孔戴病逝，数小时后，卡马拉带领军人发动政变，担任几内亚共和国国家民主和发展委员会（the Republic of Guinea's National Council for Democracy and Development，简称CNDD）主席，政变军人宣布组成“过渡政府”，推举政变领袖卡马拉为临时总统，并把新总统选举时间推迟两年。卡马拉成为几内亚的国家元首。
2009年12月3日，卡马拉在首都科纳克里市中心孔达拉军营遭枪击，头部受伤，12月4日被送往摩洛哥接受救治。12月5日，国防部长塞古巴·科纳特从黎巴嫩回国，临时接替遭枪击受伤的卡马拉掌管权力。

## 人物经历
卡马拉早年在几内亚的最高学府科纳克里大学学习法学及经济学；在几内亚总统兰萨纳·孔戴逝世以前，穆萨·达迪斯·卡马拉只是几内亚军方一个燃料补给部队的负责人。